# چاه موتورحاجی عباس اردنی
چاه موتورحاجی عباس اردنی روستایی در دهستان بندان بخش مرکزی شهرستان نهبندان استان خراسان جنوبی ایران است. بر پایه سرشماری عمومی نفوس و مسکن در سال ۱۳۹۰ جمعیت این روستا ۷۸۷ نفر (در ۲۲۸ خانوار) بوده‌است.